# شهر دختران
شهر دختران (انگلیسی: Girls Town) یک فیلم درام آمریکایی است که در سال ۱۹۵۹ منتشر شد.

## بازیگران
- میمی وان دورن
- مل تورمی
- ری آنتونی
- پل آنکا
- کتی کرازبی
- الینور دوناهو
- گلوریا تالبوت
- هارولد لوید جونیور
- چارلز چاپلین جونیور
- پگی مافیت
- پیتر لیدز